# Colonie du Niger
1922–1960
Entités précédentes :
- Haut-Sénégal et Niger

Entités suivantes :
- Niger

La colonie du Niger était une colonie française intégrée à l’Afrique-Occidentale française (AOF), couvrant une grande partie du territoire de l'actuel État du Niger, ainsi qu'une partie du Mali, du Burkina Faso et de Tchad. Elle existait sous des diverses formes et divers noms de 1900 à 1960, mais a été organisée en tant que Colonie du Niger de 1922 à 1958.

## Territoire militaire
Alors que le contrôle, par les Français de certaines des zones du Niger moderne a commencé dès les années 1890, le 23 juillet 1900 a été constitué le Territoire militaire de Zinder. Ce territoire correspondait au sud du Niger actuel, à l'est jusqu'à Zinder et au nord jusqu'à Tanout. Son commandement était placé dans le village de Sorbo-Haoussa près de Niamey, où le siège fut déplacé en 1903. Administrativement, ce territoire faisait partie de la Sénégambie et Niger, colonie existant de 1900 à 1904, puis du Haut-Sénégal et Niger de 1904 à 1911. Bien que commandée par des officiers français des Troupes de marine, son budget et son administration était dépendants du lieutenant-gouverneur de Kayes (puis de Bamako), et le contact avec les autorités militaire de Métropole ou des autres colonies se faisaient par le gouverneur général à Dakar. La zone apparaît également sur des cartes françaises comme le "troisième territoire militaire". Le 22 juin 1910, le territoire a été rebaptisé Territoire Niger militaire et incluait les parties nord du Mali moderne (Cercle de Gao) et le Tchad du Nord (le Cercle de Tibesti). Le 21 juin 1911, le Cercle de Gao revient au Soudan français, et tout au long des années 1910, des efforts ont été faits pour établir des postes français permanents dans le nord et l'est, à Bilma, N'Guigmi notamment. En 1911, le quartier-général du territoire fut déplacé à Zinder, traduisant à la fois la tranquillité relative de l'ouest du territoire, et la crainte d'un empiétement des Britanniques par le sud et des Italiens venant de Libye. Malgré cela, le contrôle français des régions du nord et de l'est est resté minime. Avec la Mauritanie, le Niger est resté la seule partie de l'Afrique occidentale française à demeurer sous le contrôle militaire.

## Administration
L'organisation administrative de la Colonie est en constante évolution, les subdivisions sont issues de l'organisation du territoire militaire du Niger, fixée par l'arrêté du 22 juin 1910 (applicable au 1er janvier 1911), elle consiste en sept cercles constitués de secteurs :
- Cercle de Niamey; 5 secteurs : Central, Dogondoutchi, Dosso, Tillabéry et Gaya
- Cercle de Madoua; 3 secteurs : Central, Tahoua et Maradi (Le chef-lieu de ce cercle est transféré à Tahoua par arrêté du 26 mai 1919.)
- Cercle de Zinder; 4 secteurs : Central, Tessahoua, Damerghou et Magaria.
- Cercle de Gouré
- Cercle de Maliné-Soroa ; 2 secteurs : Central et Nguigmi
- Cercle d'Agadez ;
- Cercle de Bilma[1].

Le 15 novembre 1923, deux nouveaux cercles sont créés :
- Cercle de Dosso (détaché de Niamey) ; subdivisions : Dogondouchi et Gaya
- Cercle de Koni (détaché de Tahoua) ; subdivision : Madaoua

Le 5 décembre 1925, le Cercle de Gouré prend le nom de Cercle du Manga, lui est rattaché Maïné-Soroa enlevé à Nguigmi.
Le 4 décembre 1926, le Cercle de Tessaoua devient le Cercle de Maradi.
Le 22 janvier 1927, création du Cercle de Tillabéry. le Cercle de Say enlevé à la Haute-Volta est rattaché au Niger et supprimé la même année (30 novembre 1927).
En 1931, la Colonie compte 11 cercles :
- Cercle de Niamey; subdivisions : Say et Filingué
- Cercle de Tillabéry;
- Cecrla de Dosso; subdivisions : Dogondouchi et Gaya
- Cercle de Koni; subdivision : Madaoua
- Cercle de Zinder; subdivisions : Magaria et Tanout
- Cercle de Gouré; subdivision : Maïné-Soroa
- Cercle de Nguigmi
- Cercle de Agadès
- Cercle de Bilma
- Cercle de Tahoua
- Cercle de Maradi; subdivision : Tessaoua

À la veille de l'indépendance la colonie s'organise en 16 cercles après l'arrêté du 30 mars 1956:
| Cercles      | Subdivisions               | Postes administratifs | Population (1959) |
| ------------ | -------------------------- | --------------------- | ----------------- |
| Agadès       | Agadès, Bilma              | Ingall, Iférouane     | 49 148            |
| Birni Nkonni | Konni, Illela              |                       | 147 257           |
| Dogondoutchi | Dogondoutchi               |                       | 122 257           |
| Dosso        | Dosso, Loga, Gaya          |                       | 178 272           |
| Filingué     | Filingué                   |                       | 115 692           |
| Gouré        | Gouré, Maïné-Soroa         |                       | 57 239            |
| Madaoua      | Bouza, Madaoua             |                       | 57 239            |
| Magaria      | Matameye, Magaria          |                       | 169 790           |
| Maradi       | Maradi, Dakoro, Maradounfa |                       | 202 674           |
| Nguigmi      | Nguigmi                    |                       | 40 801            |
| Niamey       | Boboye, Niamey, Say        |                       | 230 302           |
| Tahoua       | Tahoua                     | Tillia                | 233 962           |
| Téra         | Téra, Gothèque, Bankilaré  |                       | 135 528           |
| Tessaoua     | Tessaoua, Mayahi           |                       | 215 486           |
| Tillabéry    | Tillabéry, Ouallam         | Ayorou                | 170 963           |
| Zinder       |                            | Tanout, Zinder        | 258 679           |

## Domination coloniale civile
Le 13 octobre 1922, la colonie du Niger regroupe la plupart des régions du sud et de l'ouest, et un lieutenant-gouverneur représente le Gouverneur Général de l'Afrique occidentale française. La création en 1919 de la Haute-Volta en tant que colonie civile lui avait retiré les régions à l'ouest de la rivière Niger. En 1926, la capitale est déplacée de nouveau de Zinder à Niamey. En 1930, le Cercle de Tibesti est cédé à la Colonie du Tchad, et en 1932, la colonie de Haute-Volta est dissoute et les Cercles de Dori et de Fada N'Gourma sont cédés au Niger.

## La Seconde Guerre mondiale
Pendant l'occupation, les fonctionnaires de la colonie restèrent fidèles au régime de Vichy, à l'inverse de la colonie du Tchad voisine. Les frontières sud (avec le Nigeria) et orientale sont restées fermées jusqu'en 1944.

## La décolonisation
Le 31 décembre 1946, les territoires militaires de N'Guigmi et d'Agadez ont été cédés à l'administration coloniale, ne laissant que le Cercle de Bilma sous administration militaire. Cette zone, la plus éloignée au nord-est rentrera sous administration civile en 1956.
En 1947, la Haute-Volta est reconstituée, et les Cercles de Dori et Fada N'Gourma sont de nouveau cédés à la Haute-Volta. Avec ce changement, les frontières modernes du Niger ont été plus ou moins établies.
Après la Loi-cadre Defferre de 1956, les pouvoirs consultatifs et administratifs sont cédés à l'Assemblée territoriale du Niger, élue par vote populaire. En 1958, l'Union française succède à la Communauté française. Le 25 août 1958, le Lieutenant-gouverneur devient le Haut-commissaire du Niger mais il reste le chef d'un État quasi indépendant et il ne contrôlait qu'une partie administration purement interne.
La Constitution du 25 février 1959 est votée et ratifiée par l'Assemblée constituante du Niger, un organisme qui a succédé à l'Assemblée territoriale du Niger en décembre 1958. Le 12 mars 1959, elle devient l'Assemblée législative du Niger, avec comme chef du gouvernement, le président du Conseil Hamani Diori. Les pouvoirs exécutifs sont remis à l'Assemblée et une Constitution institue les emblèmes nationaux, tels que le drapeau, l'hymne national et les Armoiries du Niger.
Après la guerre d'Algérie et la chute de la Quatrième République, les colonies de l'Union française deviennent pleinement indépendantes en 1960. Le Niger ratifie sa première constitution en tant qu'État indépendant le 8 novembre 1960 et le Haut Commissaire Jean Colombani démissionne le 10 novembre 1960.